# Бліздейліт
Бліздейліт (заст. назва в джерелах українською - блесдалеїт) — мінерал з класу фосфатів.

## Загальна назва
З формулою (Ca, Fe3+)2Cu5(Bi, Cu)(PO4)4(H2O, OH, Cl)13. Тонкі таблитчасті кристали розміром до 20 мм, що утворюють лускуваті кірки, розетки і напівсферичні агрегати. Сингонія моноклінна. Твердість 2. Густина 2,77. Колір темно-коричневий. Риса блідо-коричнева. Блиск смоляний. Спайність досконала. Вторинний мінерал, який утворюється в асоціації з халькозином, малахітом, бірюзою, торбернітом у зоні вивітреного урано вміщуючого гранітного пегматиту, що у своєму складі містить частково окиснені мінерали сульфідів міді. Назва в честь канадського колекціонера мінералів Дж. Бліздейла (John Ignatius Bleasdale, 1822—1884).